# 아베니다 데 라 파스역
아베니다 데 라 파스 역(스페인어: Avenida de la Paz)은 마드리드 지하철 4호선의 역이다. 마드리드 차마르틴 구와 시우다드리네알 구에 걸쳐 있으며, 라 파스 대로에서 라몬 이 카할 대로와 M-30 순환선이 만나는 교차로 지하에 위치해 있다. 요금구역상으로는 A구역에 속한다.

## 역사
1979년 1월 4일 4호선의 알폰소 XIII - 에스페란사 구간 개통과 함께 완공되었으며, 실제 영업은 그 다음날 들어갔다.

## 환승 정보
역 주변에 시내버스 정류장이 네 곳 있다.
버스
- 시내버스
  - 9, 53, 72, 73, 120번 노선 (주간)
  - N2번 노선 (야간)

지하철
| 마드리드 지하철        | 마드리드 지하철       | 마드리드 지하철                    |
| ---------------------- | --------------------- | ---------------------------------- |
| 알폰소 XIII 아르궤예스 | 마드리드 지하철 4호선 | 아르투로 소리아 피나르 데 차마르틴 |